# Vion (Sarthe)
Pour les articles homonymes, voir Vion.
Vion est une commune française, située dans le département de la Sarthe en région Pays de la Loire, peuplée de 1 383 habitants (les Vionnais).
La commune fait partie de la province historique de l'Anjou (Baugeois).

## Géographie

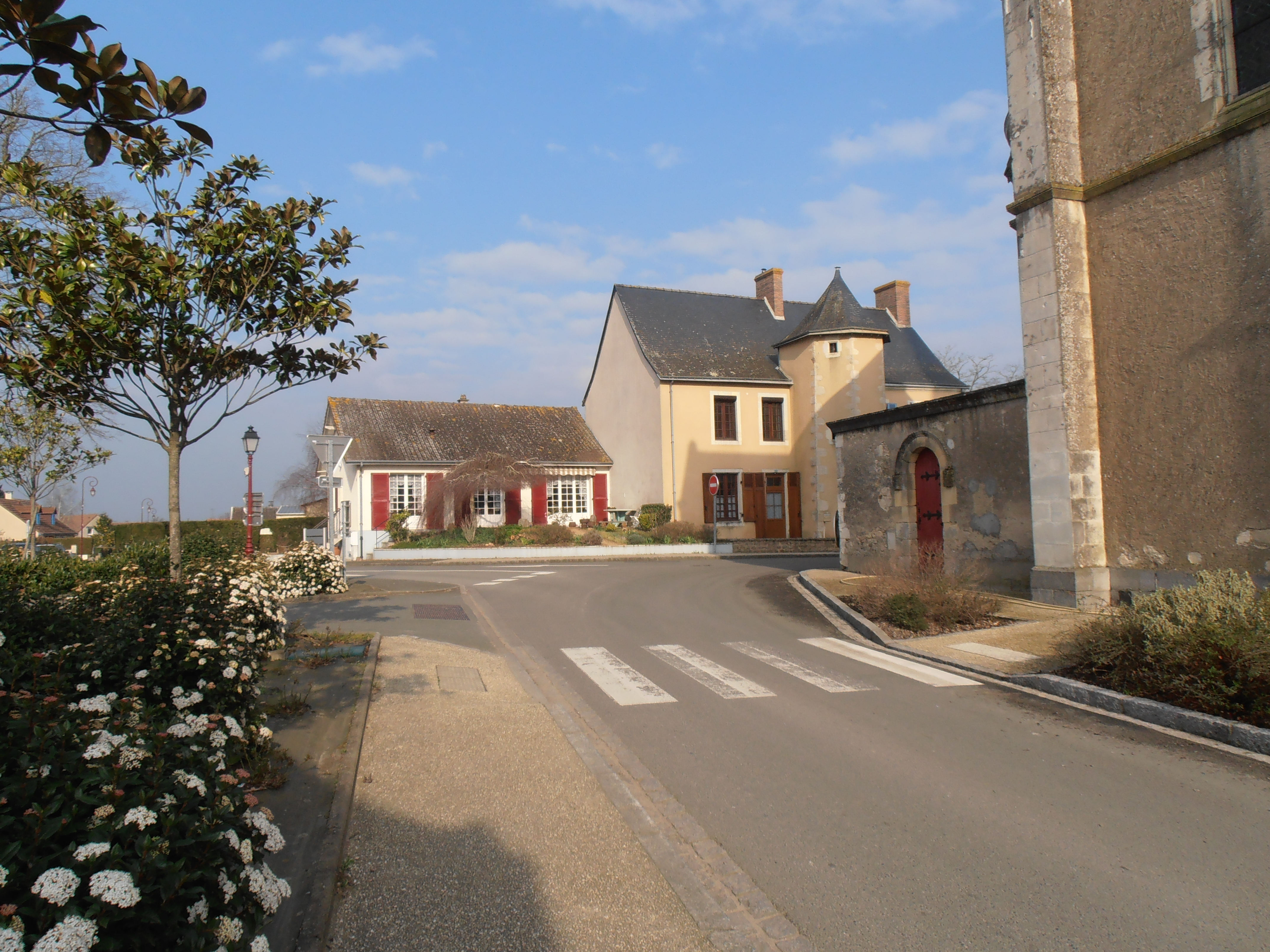
Le bourg.

### Lieux-dits et écarts
- Hameaux :  
  - la Chapelle du Chêne
  - Saint-Julien
  - Chateauroux
- Autres lieux notables : 
  - la fontaine sans fond
  - les Perriault (maison type du XVIe siècle)

### Communes limitrophes
| Sablé-sur-Sarthe, Solesmes | Parcé-sur-Sarthe | Parcé-sur-Sarthe |
| Courtillers                | Vion             | Parcé-sur-Sarthe |
| Précigné                   | Louailles        |                  |

### Climat
Pour des articles plus généraux, voir Climat des Pays de la Loire et Climat de la Sarthe.
En 2010, le climat de la commune est de type climat océanique altéré, selon une étude du CNRS s'appuyant sur une série de données couvrant la période 1971-2000. En 2020, Météo-France publie une typologie des climats de la France métropolitaine dans laquelle la commune est exposée à un climat océanique et est dans la région climatique  Moyenne vallée de la Loire, caractérisée par une bonne insolation (1 850 h/an) et un été peu pluvieux. 
Pour la période 1971-2000, la température annuelle moyenne est de 11,5 °C, avec une amplitude thermique annuelle de 14,3 °C. Le cumul annuel moyen de précipitations est de 683 mm, avec 11,5 jours de précipitations en janvier et 6,3 jours en juillet. Pour la période 1991-2020, la température moyenne annuelle observée sur la station météorologique de Météo-France la plus proche, sur la commune de Saint-Loup-du-Dorat à 15 km à vol d'oiseau, est de 12,2 °C et le cumul annuel moyen de précipitations est de 760,0 mm,. Pour l'avenir, les paramètres climatiques de la commune estimés pour 2050 selon différents scénarios d'émission de gaz à effet de serre sont consultables sur un site dédié publié par Météo-France en novembre 2022.

## Urbanisme

### Typologie
Au 1er janvier 2024, Vion est catégorisée commune rurale à habitat dispersé, selon la nouvelle grille communale de densité à sept niveaux définie par l'Insee en 2022.
Elle est située hors unité urbaine. Par ailleurs la commune fait partie de l'aire d'attraction de Sablé-sur-Sarthe, dont elle est une commune de la couronne,. Cette aire, qui regroupe 39 communes, est catégorisée dans les aires de moins de 50 000 habitants,.

### Occupation des sols
L'occupation des sols de la commune, telle qu'elle ressort de la base de données européenne d’occupation biophysique des sols Corine Land Cover (CLC), est marquée par l'importance des territoires agricoles (92,4 % en 2018), en diminution par rapport à 1990 (93,5 %). La répartition détaillée en 2018 est la suivante : 
prairies (46,9 %), terres arables (33 %), zones agricoles hétérogènes (9,9 %), zones urbanisées (4 %), forêts (3,3 %), cultures permanentes (2,5 %), zones industrielles ou commerciales et réseaux de communication (0,3 %). L'évolution de l’occupation des sols de la commune et de ses infrastructures peut être observée sur les différentes représentations cartographiques du territoire : la carte de Cassini (XVIIIe siècle), la carte d'état-major (1820-1866) et les cartes ou photos aériennes de l'IGN pour la période actuelle (1950 à aujourd'hui).

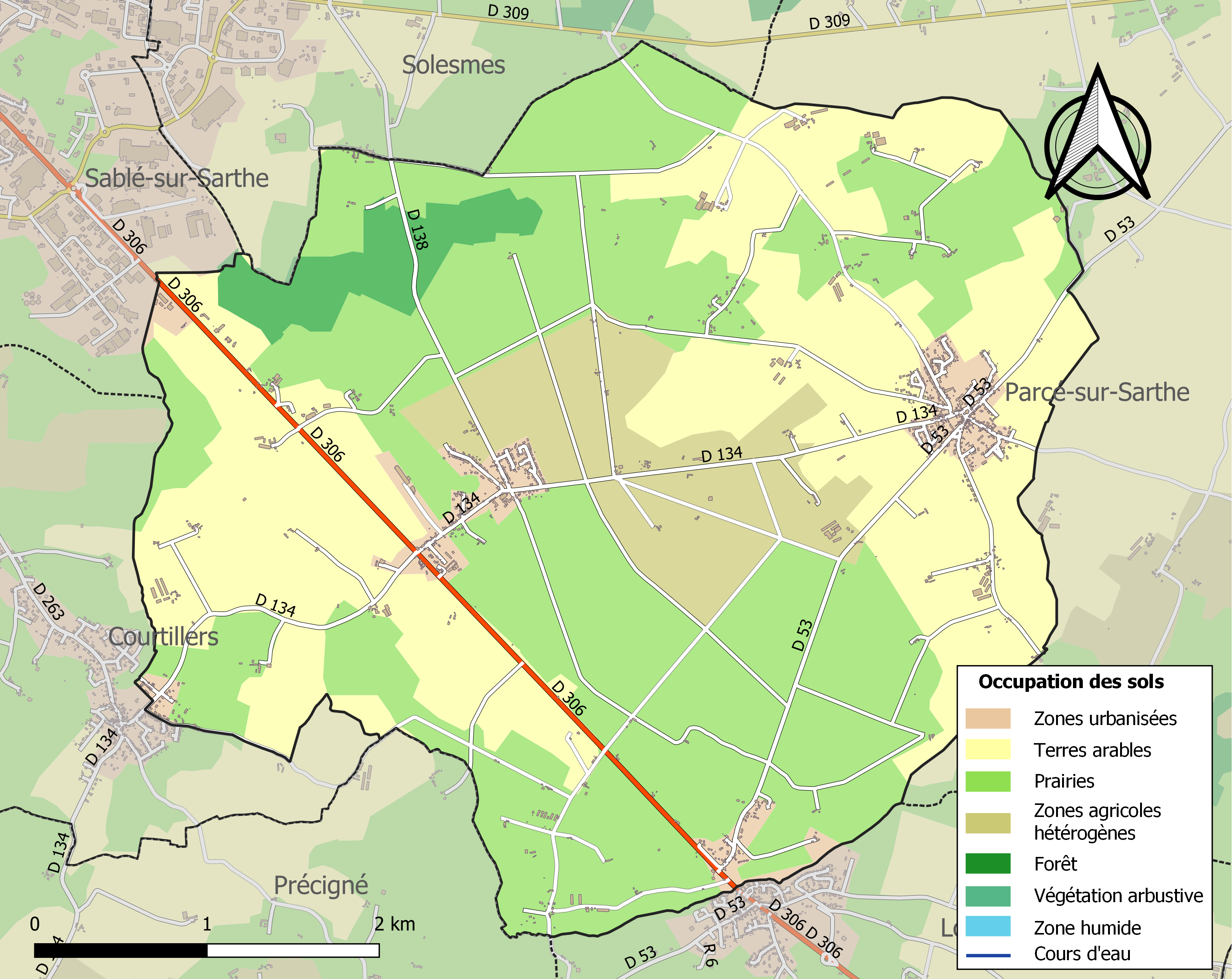
Carte des infrastructures et de l'occupation des sols de la commune en 2018 (CLC).

## Histoire
- Vion partagea son histoire avec l'Anjou. Vion fait partie aujourd'hui du Maine angevin.
- Au Moyen Âge, la paroisse faisait partie de la sénéchaussée angevine de La Flèche.
- Sous l'Ancien Régime, la commune était rattachée au pays d'élection de La Flèche.
- Lors de la Révolution française, la commune fut, comme toutes celles de la sénéchaussée de La Flèche, rattachée au nouveau département de la Sarthe.
- En 1801, lors du Concordat, la paroisse fut détachée du diocèse d'Angers pour celui du Mans.

## Politique et administration

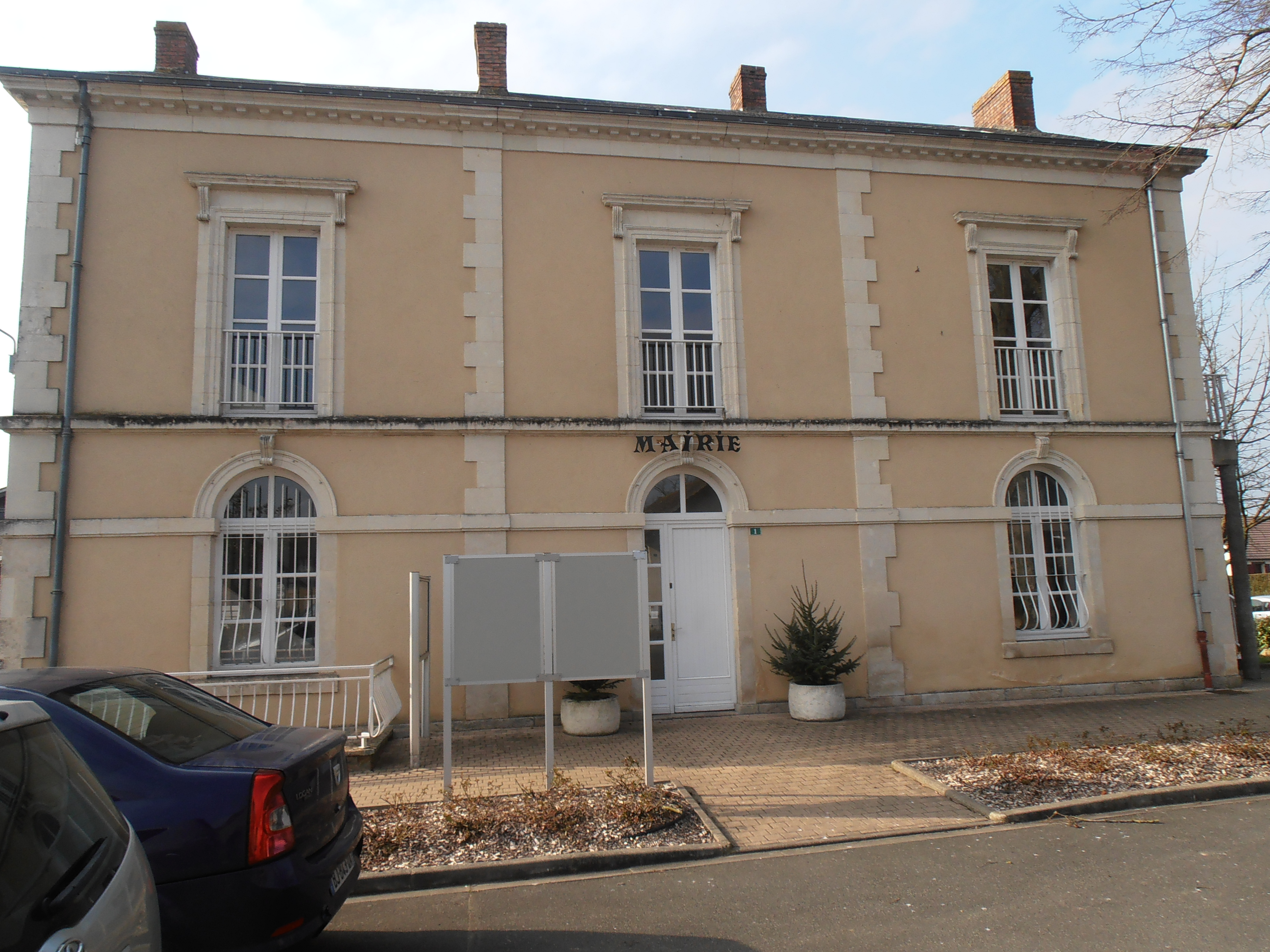
La mairie de Vion.

| Période      | Période      | Identité           | Étiquette | Qualité     |
| ------------ | ------------ | ------------------ | --------- | ----------- |
| juin 1995    | mars 2001    | Gabriel Houdouin   | SE        | Agriculteur |
| mars 2001    | mars 2014    | Michel Picard      | SE        |             |
| mars 2014    | juillet 2020 | Françoise Levrard  | DVD       |             |
| juillet 2020 | En cours     | Brigitte Têtu-Édin | SE        | Enseignante |

## Démographie
L'évolution du nombre d'habitants est connue à travers les recensements de la population effectués dans la commune depuis 1793. Pour les communes de moins de 10 000 habitants, une enquête de recensement portant sur toute la population est réalisée tous les cinq ans, les populations de référence des années intermédiaires étant quant à elles estimées par interpolation ou extrapolation. Pour la commune, le premier recensement exhaustif entrant dans le cadre du nouveau dispositif a été réalisé en 2006.
En 2022, la commune comptait 1 383 habitants, en évolution de −3,82 % par rapport à 2016 (Sarthe : −0,25 %, France hors Mayotte : +2,11 %).
| 1793 | 1800 | 1806 | 1821 | 1831 | 1836 | 1841 | 1846 | 1851  |
| ---- | ---- | ---- | ---- | ---- | ---- | ---- | ---- | ----- |
| 675  | 669  | 709  | 808  | 812  | 841  | 868  | 959  | 1 014 |

| 1856 | 1861  | 1866  | 1872 | 1876 | 1881 | 1886 | 1891 | 1896 |
| ---- | ----- | ----- | ---- | ---- | ---- | ---- | ---- | ---- |
| 960  | 1 037 | 1 012 | 944  | 951  | 862  | 864  | 850  | 815  |

| 1901 | 1906 | 1911 | 1921 | 1926 | 1931 | 1936 | 1946 | 1954 |
| ---- | ---- | ---- | ---- | ---- | ---- | ---- | ---- | ---- |
| 820  | 807  | 806  | 661  | 691  | 702  | 729  | 819  | 817  |

| 1962 | 1968 | 1975 | 1982 | 1990 | 1999  | 2006  | 2011  | 2016  |
| ---- | ---- | ---- | ---- | ---- | ----- | ----- | ----- | ----- |
| 728  | 739  | 788  | 851  | 965  | 1 117 | 1 327 | 1 452 | 1 438 |

| 2021  | 2022  | - | - | - | - | - | - | - |
| ----- | ----- | - | - | - | - | - | - | - |
| 1 405 | 1 383 | - | - | - | - | - | - | - |

## Lieux et monuments

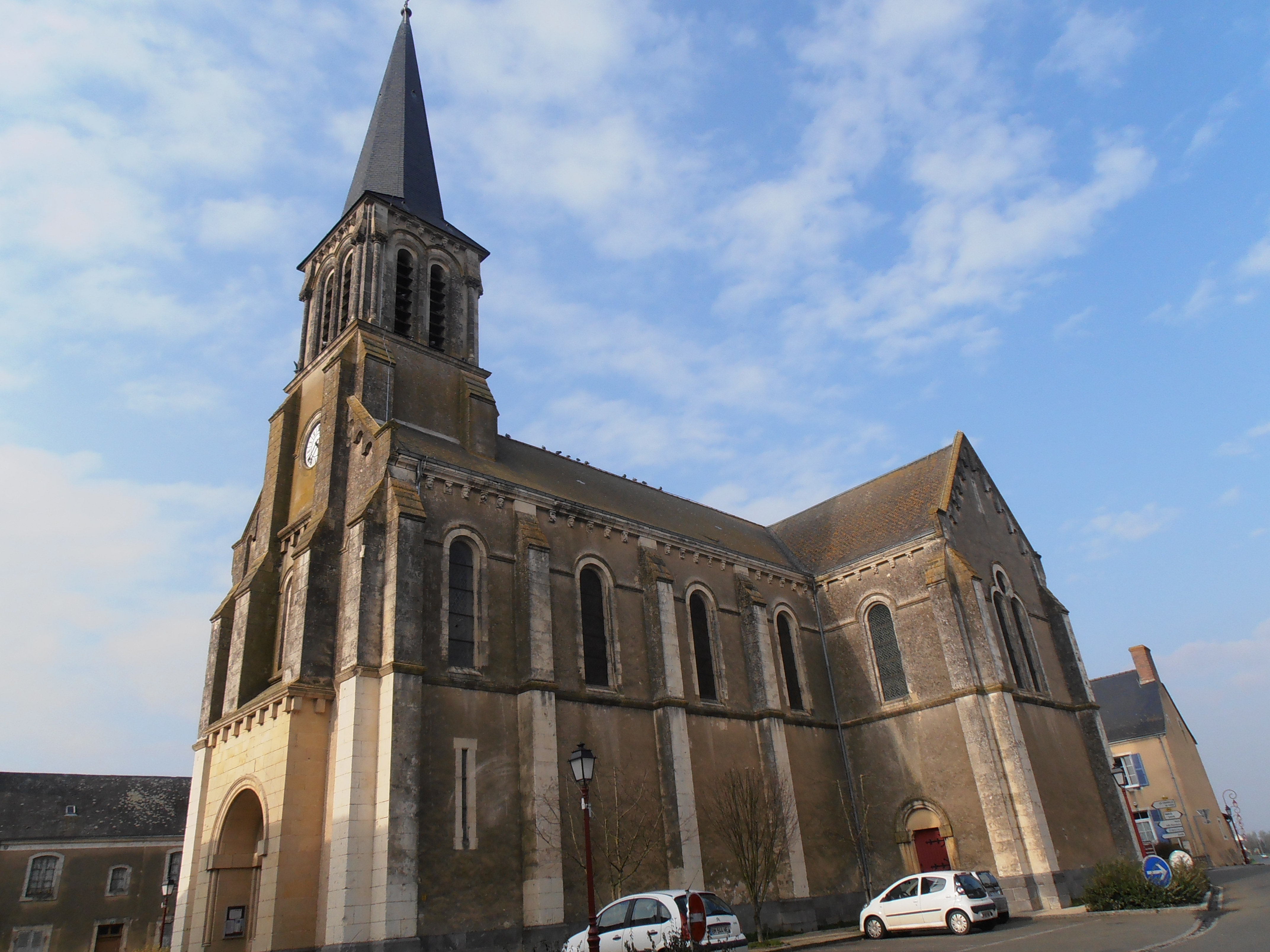
L'église de Vion.

- La basilique Notre-Dame du Chêne est, de nos jours, le lieu de pèlerinage le plus important du diocèse du Mans.
- Église Saint-Aubin.